# Oliver Pellet
Oliver Pellet Santos (* um 1987 in Brasilien) ist ein brasilianischer Jazzmusiker (Gitarre, Komposition).

## Leben und Wirken
Pellet wuchs in Brasilien auf, wo er zunächst privaten Gitarrenunterricht nahm und Workshops und Festivals in Südbrasilien besuchte. Zu seinen Lehrern gehören unter anderem Aquiles Faneco, Mario Conde, Heraldo do Monte, Nelson Faria, Lula Galvão, Alexandre Carvalho und Vittor Santos. 2009 schloss er sein Musikstudium an der Paraná-Universität in Curitiba mit einem Bachelor ab. In dieser Zeit arbeitete er mit Musikern wie Proveta, Teco Cardoso, Lea Freire, Roberto Sion und Thiago do Espirito Santo. 2010 nahm er an einem Sommerprogramm der New York University teil, wo ihn Jonathan Kreisberg, Bruce Arnold, Tony Moreno, Mark Whitfield, Ralph LaLama, Billy Drewes, Rez Abbasi und Lage Lund betreuten. 2012 zog er in die Schweiz, wo er 2014 bei Wolfgang Muthspiel an der Hochschule für Musik Basel den Masterstudiengang absolvierte.
Seitdem arbeitete Pellet mit Musikern wie Seamus Blake, Guillermo Klein, Jorge Rossy, Jeff Ballard, Tony Lakatos, Marcio Bahia, Roberto Sion, Toninho Ferragutti, Vittor Santos, André Mehmari, Teco Cardoso, Laurent Cugny, Laércio de Freitas, Renato Borghetti, Alex Sipiagin und Domenic Landolf. Weiterhin ist er auf Alben von David Brito, Bê, Tiago Barros, Floriano Inacio und Denis Mariano zu hören.
2011 veröffentlichte Pellet sein Debütalbum Unterwegs, das in Zusammenarbeit mit mehr als 40 Musikern wie Seamus Blake, Lea Freire, João Paulo Ramos Barbosa, Mario Conde, Glauco Sölter und Rodrigo Botter Maio entstanden war. 2017 erschien mit Himmel und Erde sein zweites Album als Leader, das er in Brasilien und Basel aufnahm. Sein drittes Album Aufblühen erschien 2022 bei Unit Records mit Seamus Blake, Varijashree Venugopal, Gabriel Grossi, Yumi Ito, Somashekar Jois und Andre Marques.